# Nils Gabriel Sefström

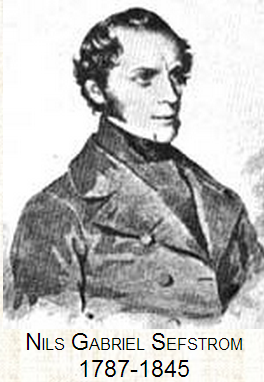
Nils Gabriel Sefström

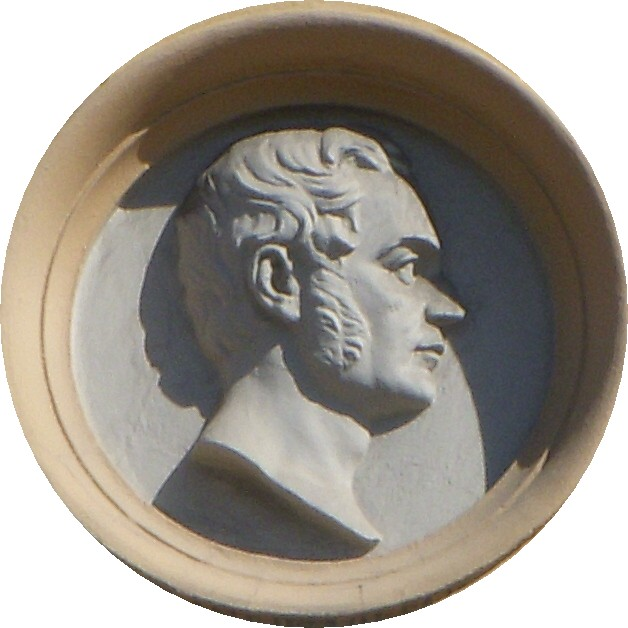
Medaillon von Sefström in Stockholm

Nils Gabriel Sefström (* 2. Juni 1787 in Ilsbo Socken; † 30. November 1845 in Stockholm) war ein schwedischer Chemiker und Mineraloge.

## Leben
Sefström war Student von Jöns Jakob Berzelius. Von 1820 bis 1839 lehrte er an der Bergschule Falun. Danach arbeitete er als Laboratoriumsvorsteher des königlichen Bergkollegiums in Stockholm. 1841 wurde er als korrespondierendes Mitglied in die Preußische Akademie der Wissenschaften aufgenommen.
Er (wieder-)entdeckte 1831 am Taberg das Element Vanadium, nachdem es bereits von Andrés Manuel del Río in einem mexikanischen Bleierz gefunden wurde.